# Adidas International 2004
Das adidas International 2004 waren ein Tennisturnier der WTA Tour 2004 für Damen sowie ein Tennisturnier der ATP Tour 2004 für Herren, welche zeitgleich vom 9. bis zum 17. Januar 2004 in Sydney stattfanden.